# (6164) Gerhardmüller
6164 Gerhardmuller (1977 RF2) – planetoida z pasa głównego asteroid okrążająca Słońce w ciągu 3,37 lat w średniej odległości 2,25 j.a. Odkryta 9 września 1977 roku.